# Otto Heckmann
Otto Hermann Leopold Heckmann (23 de junio de 1901 - 13 de mayo de 1983) fue un astrónomo alemán. 

## Biografía
Dirigió el Observatorio de Hamburgo de 1941 a 1962, después de lo cual se convirtió en el primer director del Observatorio Europeo Austral. Contribuyó activamente a la creación del tercer número del Astronomische Gesellschaft Katalog y a la cosmología basada en los fundamentos de la relatividad general, área en la que publicó el libro Theorien der Kosmologie.
En 1933 Heckmann firmó la Declaración del profesorado alemán a favor de Adolf Hitler. También se unió al Partido Nazi.
Ganó la medalla James Craig Watson en 1961 y la medalla Bruce en 1964.
Heckmann también ejerció como presidente de la Unión Astronómica Internacional en 1967 y, a pedido de Polonia y bajo la impresión de los actos alemanes en Polonia durante la Segunda Guerra Mundial, tomó la controvertida decisión de celebrar una Asamblea General Extraordinaria de la UAI en febrero de 1973 en Varsovia para conmemorar el 500 aniversario del nacimiento de Nicolás Copérnico, poco después de que se celebrara la Asamblea General ordinaria de 1973 en Australia.
El asteroide (1650) Heckmann lleva su nombre. Se casó con Johanna Topfmeier en 1925 y tuvieron tres hijos juntos.

## Obras
- Theorien der Kosmologie. Berlin: Springer, 1942 und 1968
- Sterne, Kosmos, Weltmodelle. München: Piper, 1976 (auch dtv-Taschenbuch)